# درايوصور

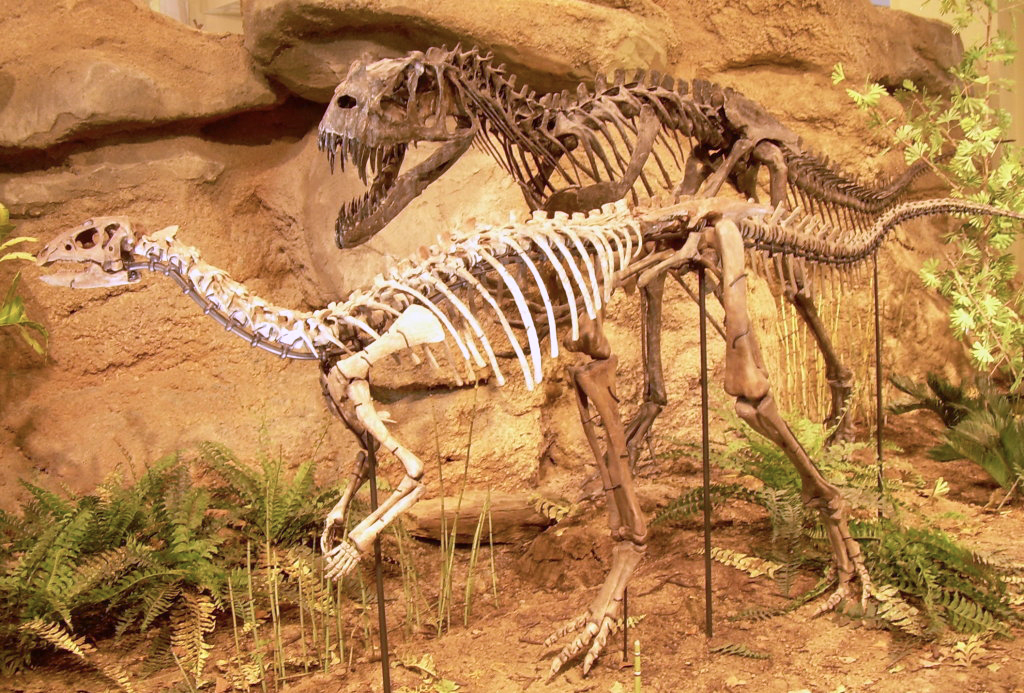
في المقدمة هيكل الداسيوسورس وخلفه هيكل كيراتوصور والهيكلان مشكلان، ومعروضان في متحف كارنجي للتاريخ الطبيعي بمدينة بتسبرج بالولايات المتحدة.

دراسيوسورس (بالإنجليزية: Dryosaurus)‏ هو ديناصور نباتي عاش في أواخر العصر الجوارسي،وجدت حفرياته في غرب الولايات المتحدة الأمريكية، كانت لهذا الديناصور أعين كبيره تعطيه نظراً ممتازاً جداً وسيقاناً رشيقه وطويله تجعل منه ديناصوراً سريعاً ورشيقاً وقد كانت أهم وسائله للدفاع عن نفسه هي سرعته الكبيرة وقد كان يعيش في قطعان أيضاً، دراسيوسوريس كان له ذيل مصلب الشكل يساعده على التوازن.
على أساس أجزاء الحيوان التي اكتشفت لحيوانات تعتبر صغيرة السن استطاع العلماء تقدير حجم الدراسيوسورس بين 4و2 و4و4 متر ويصل وزنه بين 77 و90 كيلوجرام. ولم يعثر العلماء حتى الآن على حيوانات من هذا النوع متقدمة في العمر لمعرفة شكل الكبار منهم الحقيقي.

## اقرأ أيضا
- ديناصور
- كيراتوصور
- ديسالوتوصاوروس